# Punkt widzenia (serial telewizyjny)
Punkt widzenia – polski serial obyczajowy wyprodukowany w 1980 roku przez Studio Filmowe Perspektywa.

## Fabuła
Serial opowiada o grupie absolwentów wyższych uczelni, którzy po ukończeniu nauki w 1973 roku spotykają się nad Wisłą i składają deklaracje, kim będą i co będą robić za siedem lat. Kolejne odcinki pokazują, co się z nimi działo w kolejnych latach, aż do roku 1980, a więc siedem lat po zakończeniu edukacji.

## Obsada
- Joanna Sienkiewicz – Maria Rajewska-Jakubowska
- Bogusław Linda – Włodek Jakubowski
- Iwona Biernacka – Ania
- Jan Piechociński – Marek
- Piotr Dejmek – Kazik Sieradzki
- Adam Ferency – „Łysy”
- Dorota Pomykała – Liliana Ogroszko
- Włodzimierz Włodarski – Andrzej Wieżan
- Jolanta Grusznic – Jola Sieradzka
- Tomasz Grochoczyński – Kuba, brat Włodka
- Jacek Borkowski – Alek, brat Włodka